# Борд (Приморски Шарант)
Борд (фр. Bords) насеље је и општина у западној Француској у региону Поату-Шарант, у департману Приморски Шарант која припада префектури Сен Жан д'Анжели.
По подацима из 2011. године у општини је живело 1.315 становника, а густина насељености је износила 85,0 становника/km². Општина се простире на површини од 15,47 km². Налази се на средњој надморској висини од 6 метара (максималној 57 m, а минималној 0 m).

## Демографија
| 1962. | 1968. | 1975. | 1982. | 1990. | 1999. | 2011. |
| ----- | ----- | ----- | ----- | ----- | ----- | ----- |
| 967   | 1.007 | 976   | 1.111 | 1.109 | 1.122 | 1.315 |

График промене броја становника у току последњих година